# J.A. Topf und Söhne
La J.A. Topf und Söhne è stata una società di costruzioni edili tedesca fondata a Erfurt, coinvolta col Nazismo nella costruzione di strumenti di sterminio, per aver progettato e realizzato forni crematori e camere a gas nei lager durante il III Reich. Nell'immaginario collettivo questa ditta è rimasta come simbolo dell'orrore dei forni crematori nei lager nazisti.
Per queste commesse dei forni crematori nei campi di concentramento, fu in concorrenza stretta con altre ditte similari: la Heinrich Kori GmbH (KORI), allora sita in Dennewitzstraße 35 a Berlino, e la Didier-Werke di Stettino.
La Topf produsse i forni impiegati dai nazisti nella maggioranza dei loro più noti campi di concentramento, quali Auschwitz, Birkenau, Mauthausen, Dachau, Gusen, Buchenwald e diversi altri. Per Flossenbürg delineò il progetto, che fu poi costruito dalla Kori.

## Storia

### Fondazione e sviluppo
Nel 1878 Johann Andreas Topf (1816–1891) fondò una compagnia per la produzione di sistemi di combustione. Nel 1891 la J.A. Topf und Söhne, nel frattempo specializzatasi nella realizzazione di sistemi di riscaldamento e impianti per la lavorazione di birra e malto, acquistò dei terreni nei sobborghi di Erfurt, nell'area posta tra l'attuale Sorbenweg e Rudolstädter Straße. Allo scoppio della prima guerra mondiale, la compagnia impiegava più di 500 persone. Sempre in quel periodo l'azienda creò una divisione aziendale destinata a produrre forni crematori, comparto nel quale divenne leader di mercato negli anni venti.

### Periodo nazista
I primi contratti di fornitura di forni speciali, destinati a soddisfare le specifiche richieste dalle SS, furono stipulati nel 1939 da Ludwig e Ernst Wolfgang Topf, proprietari e amministratori dell'azienda familiare, giunta alla sua terza generazione. Lo sviluppo di questi forni fu affidato all'ingegner Kurt Prüfer. Il livello di efficienza raggiunto nello sviluppo e nella realizzazione di simili dispositivi portò la compagnia a richiedere nel 1942 su iniziativa dell'ingegnere Fritz Sander, un brevetto per un forno di cremazione di massa e continua di corpi.

#### Seconda guerra mondiale: Coinvolgimento nell'Olocausto
In totale sembra che la J.A. Topf und Söhne abbia installato nei campi nazisti 25 forni, a doppia, tripla e quadrupla muffola, per un totale di 76 bocche di forno e relative camere di incenerimento, capienti di un numero massimo di 8 corpi per camera e capaci di incenerire fino a 800 corpi per camera al giorno (dati del United States Holocaust Memorial Museum di Washington). Dai dati disponibili risulta invece che la ditta Kori, la grande concorrente della Topf, abbia venduto ai nazisti 10 forni mobili a olio combustibile, 4 forni mobili a coke, 2 forni del tipo TI e ben 18 del tipo TII.
La società Topf si specializzò nel settore dei forni crematori tanto che nel 1942 richiese un brevetto "per un forno di cremazione continua di corpi [umani]."
Nel 1943 l'ingegnere Karl Schultze dell'azienda, arrivò ad attrezzare Birkenau anche con camere a gas dotate di sistemi elettrici di ventilazione con aerazione di aria pulita e un sistema di disaerazione del gas usato, attraverso un largo camino rettangolare in cima al tetto dei crematori gemelli II e III; inoltre gli ingegneri della Topf sapevano bene che i cristalli del gas, adoperato per lo sterminio, diventano attivi alla temperatura di circa 23-25 °C, e per questo consigliarono le SS di usare il calore prodotto dai forni crematori per riscaldare le camere a gas. Le SS furono consigliate anche di stipare al massimo possibile le persone nelle camere a gas, in modo che, una volta chiusa la porta stagna, con il calore dei corpi, le centinaia di respirazioni e il poco spazio d'aria rimasto, le camere si trasformassero in pochi minuti in vere serre umane a temperatura ottimale e permettendo così al gas di agire efficacemente. 
Nel febbraio del 1945 la J.A. Topf und Söhne inviò al centro di sterminio del preesistente campo di concentramento di Mauthausen-Gusen, materiali recuperati dallo smantellamento dei crematori del campo di Auschwitz-Birkenau. Con la fine della guerra, la neoeletta assemblea sindacale, composta da comunisti e social-democratici, appoggiò le giustificazioni dei vertici aziendali, secondo i quali le forniture dei forni rientravano tra i normali contratti di lavoro. Il 31 maggio, temendo un arresto da parte degli statunitensi, Ludwig Topf si suicidò. Ernst Wolfgang Topf fuggì invece nelle zone occidentali della Germania, evitando di ritornare ad Erfurt dopo l'occupazione sovietica. Nel 1946 Kurt Prüfer, Fritz Sander, Karl Schultze e Gustav Braun furono arrestati dall'esercito sovietico. Nel 1948, giudicati colpevoli a Mosca, furono condannati a scontare 25 anni di carcere in un gulag, per aver aiutato le SS nell'opera di genocidio. L'azienda J.A. Topf und Söhne nel 1947 fu espropriata dallo Stato. L'anno successivo cambiò denominazione, assumendo ragione sociale Topfwerke Erfurt VEB e divenne una divisione dell'azienda statale VVB NAGEMA, un insieme di imprese statali operanti nei settori meccanico, chimico e alimentare. Con l'eccezione dei fratelli Topf e degli ingegneri processati in Unione Sovietica, i vertici aziendali rimasero paradossalmente immodificati.

### Dopo la seconda guerra mondiale

#### Il tentativo di aprire un'attività analoga in Germania Ovest
A Wiesbaden nel 1951, Ernst Wolfgang Topf rifondò la J.A. Topf und Söhne, specializzata nelle creazione di crematori e inceneritori per rifiuti. I procedimenti legali in atto contro di lui furono sospesi. Nel 1954 la sede della compagnia si spostò a Magonza.

#### L'azienda originaria statalizzata nella Germania dell'Est
Intanto, dal 1952, l'originaria compagnia di Erfurt aveva preso il nome di NAGEMA VEB Maschinenfabrik "Nikos Belojannis", in memoria di un comunista greco, prigioniero in un campo di prigionia nazista in Grecia, evaso nel 1943. Tre anni dopo la divisione aziendale per la produzione di forni crematori venne smantellata.
Nel 1957 la società fu nuovamente rinominata VEB Erfurter Mälzerei- und Speicherbau (EMS), specializzandosi nella lavorazione del malto e della birra. La produzione di sistemi di combustione industriale fu interrotta. Nel 1963 la J.A. Topf und Söhne di Magonza andò in bancarotta.

#### Il tentativo fallito di privatizzazione dopo la riunificazione tedesca
Trenta anni dopo, in seguito alla fine della Repubblica Democratica Tedesca, la parallela società ad Erfurt viene privatizzata. Jean-Claude Pressac, autore di un libro sui forni crematori di Auschwitz, era riuscito ad ottenere documenti d'epoca dagli archivi dell'azienda.
Tre anni dopo, la neo-privatizzata azienda, con il nome di EMS GmbH andò anch'essa in bancarotta.

#### La fondazione del museo
Nel 1999 fu fondata una società J.A. Topf und Söhne ad Erfurt, finalizzata ad attività di ricerca storica sulla compagnia omonima. Tale società utilizza il vecchio edificio dell'amministrazione della società per mostre e attività didattiche. Nel 2001 una parte del vecchio complesso industriale viene occupato abusivamente; in essa si installa un centro culturale indipendente, chiamato Besetztes Haus (casa occupata). Al memoriale di Buchenwald presso Weimar viene istituito un centro di ricerca storica sulla J.A. Topf und Söhne, finanziato dalla commissione federale tedesca per la cultura e i media (2001). Due anni più tardi l'ufficio per la preservazione dei monumenti storici dello stato della Turingia garantisce ai vecchi uffici della fabbrica lo status di monumento culturale. In seguito anche buona parte della fabbrica vera e propria riceve un simile riconoscimento. Nel 2005 la mostra itinerante "Ingegneri della soluzione finale: J.A. Topf und Söhne - i costruttori dei forni di Auschwitz" realizzata dalla fondazione dei memoriali di Buchenwald e Mittelbau-Dora viene presentata al museo ebraico di Berlino.
Il sindaco di Erfurt Manfred O. Ruge e il direttore della fondazione, Prof. Dr. Volkhard Knigge, si accordano per collocare permanentemente i materiali della mostra negli uffici amministrativi della J.A. Topf und Söhne, il nucleo di un futuro progetto di un "Luogo della rimembranza" (che verrà approvato nel 2007). La città finanzia inoltre la realizzazione di una monografia sulla J.A. Topf und Söhne e attività educative negli uffici-museo. Nel 2008 la Domicil Hausbau GmbH & CO KG di Mühlhausen/Thüringen diviene proprietaria dei terreni e degli stabili della J.A. Topf und Söhne. L'amministrazione comunale di Erfurt sottoscrive un accordo con la società per l'utilizzo dell'area. Il ministero della cultura per lo stato della Turingia e la commissione federale tedesca per la cultura e i media garantiscono fondi per un ammontare di 600.000,00 euro per realizzare il già approvato progetto di un Luogo della rimembranza. Gli spazi abusivamente occupati dall'organizzazione Besetztes Haus vengono sgomberati nell'aprile del 2009, dopo il fallimento di svariate mediazioni precedenti. L'edificio dell'amministrazione viene restaurato e il 27 gennaio 2011 il museo Topf und Söhne – Costruttori dei forni di Auschwitz - Luogo della rimembranza viene inaugurato negli originari edifici aziendali.".